# Филибилийска поляна
Филибилийска поляна е защитена местност в България. Намира се в землището на село Пашови, област Пазарджик.
Защитената местност е с площ 1,2 ha. Обявена е на 8 януари 1981 г. с цел опазване на рядък растителен вид планински божур (Trollius europaeus).
В защитената местност се забраняват:
- всякакви действия като нараняване на стъблата, чупене на клоните и други, които биха до повреждане на дърветата;
- късането или изкореняването на растенията;
- безпокоене на дивите животни или вземане на техните малки или яйцата им, както и разрушаване на гнездата и леговищата им;
- преминаването и паркирането на моторни превозни средства;
- пашата на домашни животни;
- разкриването на кариери, провеждането на минно-геоложки и други дейности, с които поврежда или изменя, както естественият облик на местността, така и на водния и режим;
- всякакво строителство, освен в случаите когато такова е предвидено в устройствения проект на защитената територия.[1]